# Achille Richard
Achille Richard (27 d'abril de 1794 París - 5 d'octubre de 1852 ibíd.) va ser un metge, micòleg, botànic, pteridòleg i briòleg francès.

## Biografia
Achille Richard fou un metge i botànic (fill d'un notable botànic) que va exercir com a professor de Botànica a la Facultat de Medicina de la Universitat de la Sorbona a París.
Farmacèutic de l'Armada francesa i membre de diverses conegudes societats del seu temps. Achille Richard va ser uns dels líders botànics del seu temps, i els seus llibres són encara avui dia valorats per la seva claredat i precisió. Va tenir una intensa correspondència per carta amb Charles Darwin.
Achille Richard va ingressar el 24 de febrer de 1834 com a membre de l'Acadèmia de Ciències (Secció de Botànica). També va ser membre de l'Acadèmia Nacional de Medicina.
Achille Richard va estudiar i va descriure diversos gèneres d'orquídies que porten la seva abreviatura en el nom genèric.

## Obra
- Nouveaux Elements de Botanique. París. 1819
- Monographie du genre Hydrocotyle de la famille des ombellifères, 1820
- Botanique médicale, ou Histoire naturelle et médicale des médicamens, des poisons et des alimens, tirés du règne végétal. Ed. Béchet jeune, París, dos vols. 1823
- 1826. Commentatio botanica de conifereis et cycadeis.... Ed. J.G. Cotta, Stugart
- Participa de la publicació del Dictionnaire des drogues simples et composées, ou Dictionnaire d'histoire naturelle médicale, de pharmacologie et de chimie pharmaceutique. Ed. Béchet jeune. Cinc vol., amb Alphonse Chevallier (1793-1879)
- Mémoire sur la famille des rubiacées contenant la description générale de cette famille et les caractères des genres qui la composent, 1829
- Monographie des orchidées des îles de France et de Bourbon, 1828
- Histoire Physique, Politique et Naturelle de L'Iles de France et de Bourbon (monografia d'orquídies de les illes de França i de Réunion), 1828 (disponible online Gallica)
- 1830 - 1833, amb Jean B.A. Guillemin (1796-1842) i G. Samuel Perrottet (1793-1859). Florae Senegambiae tentamen, seu Historia plantarum in diversis Senegambiae regionibus a peregrinatoribus Perrottet et Leprieur detectarum. Ed. Treuttel & Wurtz. París
- Dictionnaire de drogues simples et composées, 1827—1829
- Voyage de découvertes de l'Astrolabe, 1834.
- 1831 - 1835, publica tres vols. (el primer consagrat a la Zoologia, els altres dos a la Botànica) Éléments d'histoire naturelle médicale. Ed Béchet jeune, París
- 1845. Botanique: plantes vasculaires de la Histoire physique, politique et naturelle de l'île de Cuba de Ramón de la Sagra (1798-1871). Fou autor de la tercera part, consagrada a la Botànica, de Voyage en Abyssinie exécuté pendant les années 1839, 1840, 1841, 1842, 1843... de Charlemagne Théophile Lefebvre (1811-1860)
- Tentamen florae abyssinicae, 1847—1851
- Amb Anselme Payen (1795-1871) Précis d'agriculture théorique et pratique, à l'usage des écoles d'agriculture, des propriétaires et des fermiers. Ed. Hachette, París, dos vols., 1851)
- 1852. Précis de botanique et de physiologie végétale. Ed. Béchet jeune, París